# Meridiano 54 W
O meridiano 54 W é um meridiano que, partindo do Polo Norte, atravessa o Oceano Ártico, América do Norte, Oceano Atlântico, América do Sul, Oceano Antártico, Antártida e chega ao Polo Sul. Forma um círculo máximo com o Meridiano 126 E.
Começando no Polo Norte, o meridiano 54º Oeste tem os seguintes cruzamentos:
| País, território ou mar | Notas |
| ----------------------- | --- |
| Oceano Ártico           | |
| Mar de Lincoln          | |
| Gronelândia             | |
| Baía de Baffin          | Passa a oeste da Ilha Illorsuit, Gronelândia |
| Gronelândia             | Península de Nuussuaq |
| Estreito Sullorsuaq     | |
| Gronelândia             | Ilha Disko |
| Estreito de Davis       | Passa a oeste da ilha principal da Gronelândia |
| Oceano Atlântico        | Mar do Labrador - passa a oeste da Ilha Fogo, Canadá                                                                                                |
| Canadá                  | Ilha da Terra Nova, Terra Nova e Labrador |
| Baía de Placentia       | |
| Canadá                  | Península de Avalon, na Ilha da Terra Nova, Terra Nova e Labrador                                                                                   |
| Oceano Atlântico        | |
| Suriname                | Cerca de 10 km no extremo nordeste do país |
| Guiana Francesa         | |
| Suriname                | Cerca de 13 km |
| Guiana Francesa         | Passa também em território reivindicado pelo Suriname                                                                                               |
| Brasil                  | Amapá Pará Mato Grosso Mato Grosso do Sul Paraná |
| Argentina               | |
| Brasil                  | Rio Grande do Sul |
| Uruguai                 | Passa a oeste de Punta del Este |
| Oceano Atlântico        | |
| Oceano Antártico        | |
| Ilhas Shetland do Sul   | Ilha Clarence - reivindicada por Argentina, Chile e Reino Unido                                                                                     |
| Oceano Antártico        | |
| Antártida               | Território reivindicado pela Argentina (Antártida Argentina), Chile (Província da Antártida Chilena) e Reino Unido (Território Antártico Britânico) |